# Responsabilité du fait des bâtiments (France)
L’article 1244 (ancien 1386) du code civil français dispose que « Le propriétaire d'un bâtiment est responsable du dommage causé par sa ruine, lorsqu'elle est arrivée par une suite du défaut d'entretien ou par le vice de sa construction. »

## Les conditions d’application

### La personne responsable
Selon l’article 1244 (ancien 1386) le responsable est le propriétaire du bâtiment. Dès lors, si un bâtiment cause un dommage qui n’est pas dû au propriétaire ou qu’on ne souhaite pas poursuivre le propriétaire, on peut toujours agir sur le gardien du bâtiment en se prévalant de l’article 1384 alinéa 1er (ancien). Cette solution a été confirmée par une jurisprudence de 2000.

### Le bâtiment
Il faut préciser que ce n’est pas tant le bâtiment que la ruine du bâtiment qui compte, on n’est pas responsable du fait du bâtiment mais de sa ruine. Un immeuble désigne toute construction en matériaux durables élevés par la main de l’homme et fixée au sol. Il faut pour que l’article 1386 s’applique, que le dommage ait été causé par la ruine du bâtiment (destruction totale ou de la dégradation partielle de tout ou partie de la construction ou de tout élément mobilier ou immobilier qui y est incorporé de façon indissoluble, l’application de cet article suppose la chute d’un élément de la construction du bâtiment, à défaut de laquelle les dommages ne sont pas imputables à une ruine du bâtiment au sens de l’article 1386 susvisé.…), il faut également que le dommage trouve sa source soit dans un défaut d’entretien, soit dans un vice de construction.

## Les possibilités d’exonération
L’article 1244 (ancien 1386) pose une responsabilité de plein droit, la preuve de l’absence de faute ne suffit pas pour s’exonérer, il suffit de constater que le bâtiment s’est dégradé et que cela a causé le dommage. S’agissant de la faute de la victime, on dispose d’assez peu d’arrêts, on en est resté à une exonération partielle du fait de la victime et la jurisprudence a retenu que le propriétaire demeurait responsable vis-à-vis de la victime même si la ruine provenait de la négligence d’un tiers. Le fait du tiers n’est donc pas exonératoire de responsabilité (même s’il faut réserver l’hypothèse où le fait du tiers est imprévisibile et irresistible, cette situation exonérant le propriétaire).